# Lucie Jounier
Lucie Jounier, née le 16 juillet 1998 à Redon, est une coureuse cycliste française. Active sur route et sur piste, elle est championne de France de poursuite par équipes en 2017.

## Carrière
Après avoir pratiqué la danse et l'athlétisme, Lucie Jounier commence le cyclisme en catégorie minimes, après que son frère Quentin eut fait ses débuts dans ce sport,.
En minimes deuxième année en 2012, elle obtient un premier titre départemental et une médaille d'argent au niveau régional.
En 2014 en catégorie cadettes, elle remporte notamment le titre de championne de Bretagne sur route, parmi d'autres titres régionaux et départementaux, et est vice-championne de France de poursuite individuelle.
En 2015, en juniors, elle est médaillée de bronze du championnat d'Europe de poursuite par équipes, deuxième de la course aux points et quatrième de la poursuite aux championnats de France sur piste, et quatrième du contre-la-montre et septième de la course en ligne aux championnats de France sur route.
En 2017, elle est championne de France de poursuite par équipes en catégorie élite avec Coralie Demay, Marie Le Net, Maryanne Hinault et Typhaine Laurance.
En 2018, elle quitte le Redon olympic cycliste et rejoint l'US Vern. Elle remporte le Tour de Charente-Maritime, la Route de l'Ouest et prend la troisième place du championnat de France sur route espoirs.
Membre de l'équipe Arkéa à partir de 2020, sa saison 2022 est interrompue en avril après qu'elle a été percutée par un automobiliste lors d'un entraînement, ce qui lui cause une fracture à un trapézoïde et un traumatisme crânien. Lucie Jounier est censée devenir en 2023 membre de la nouvelle équipe féminine B&B Hotels, dirigée par Jérôme Pineau, un projet qui ne se concrétise pas. Elle s'engage finalement avec l'équipe espagnole Zaaf Cycling Team où elle retrouve Audrey Cordon-Ragot, cheffe de file pressentie du projet B&B. Avec cette formation, Jounier est notamment sixième de la Clásica de Almería. Au début du mois d'avril, Audrey Cordon-Ragot annonce démissionner de cette équipe à la suite de salaires impayés. Le 12, à la suite d'une enquête, l'UCI autorise exceptionnellement les coureuses à s'engager dans d'autres formations sans attendre la date officielle du début du marché des transferts du 1er juin. Le 20, l'arrivée de Lucie Jounier dans l'équipe norvégienne Coop-Hitec Products est officialisée.
Sans équipe pour la saison 2024, elle arrête donc sa carrière à la fin de la saison 2023.

## Palmarès sur route
- 2018
  - Tour de Charente-Maritime
  - Route de l'Ouest
  - 3e du championnat de France sur route espoirs
- 2019
  - Coupe de France
  - 2e de la Classique des Pyrénées Dames
  - 3e du Tour de Charente-Maritime
  - 3e du championnat de France sur route espoirs

### Résultats sur les grands tours

#### Tour de France
1 participation
- 2023 : abandon (3e étape)

#### Tour d'Italie
1 participation
- 2022 : 83e

### Classements mondiaux
| Année                                 | 2018 | 2019 | 2020 | 2021 | 2022 | 2023 |
| ------------------------------------- | ---- | ---- | ---- | ---- | ---- | ---- |
| Classement UCI                        | 626e | 653e | nc   | 91e  | 314e | 432e |
| UCI World Tour                        | nc   | nc   | nc   | 128e | nc   | 321e |
|                                       |      |      |      |      |      |      |
| Légende : nc = non classéSource : UCI |      |      |      |      |      |      |

## Palmarès sur piste

### Championnats d'Europe
- 2015
  -  Médaillée de bronze de la poursuite par équipes juniors

### Championnats de France
- 2016
  - 2e de la poursuite par équipes
  - 3e du scratch
- 2017
  -  Championne de France de poursuite par équipes (avec Coralie Demay, Marie Le Net, Maryanne Hinault et Typhaine Laurance)